# Laos i olympiska spelen
Laos deltog första gången i de olympiska spelen 1980 i Moskva och de har sedan dess deltagit i samtliga sommarspel, förutom 1984 i Los Angeles. De har aldrig deltagit i vinterspelen och de har aldrig vunnit någon medalj.

## Medaljer
| Guld | Silver | Brons | Totalt antal medaljer |
| ---- | ------ | ----- | --------------------- |
| 0    | 0      | 0     | 0                     |

### Medaljer efter sommarspel
| Spel             | Guld        | Silver      | Brons       | Totalt      |
| Moskva 1980      | 0           | 0           | 0           | 0           |
| Los Angeles 1984 | Deltog inte | Deltog inte | Deltog inte | Deltog inte |
| Seoul 1988       | 0           | 0           | 0           | 0           |
| Barcelona 1992   | 0           | 0           | 0           | 0           |
| Atlanta 1996     | 0           | 0           | 0           | 0           |
| Sydney 2000      | 0           | 0           | 0           | 0           |
| Aten 2004        | 0           | 0           | 0           | 0           |
| Peking 2008      | 0           | 0           | 0           | 0           |
| London 2012      | 0           | 0           | 0           | 0           |
| Totalt           | 0           | 0           | 0           | 0           |

## Deltagare
| 1980 Moskva    | 19 | 6 | - | 7 | - | 6 |
| 1988 Seoul     | 3  | 2 | - | 1 | - | - |
| 1992 Barcelona | 6  | 1 | - | 5 | - | - |
| 1996 Atlanta   | 5  | - | - | 5 | - | - |
| 2000 Sydney    | 3  | - | - | 2 | 1 | - |
| 2004 Aten      | 5  | - | 1 | 2 | 2 | - |
| 2008 Peking    | 4  | - | - | 2 | 2 | - |
| 2012 London    | 3  | - | - | 2 | 1 | - |